# Прокурорът (филм)
 Тази статия е за български филм от 1968.  За обвинител (правен термин) вижте Прокурор.  
„Прокурорът“ е български игрален филм (драма) от 1968 година на режисьора Любомир Шарланджиев, по сценарий на Будимир Металников. Оператор е Борислав Пунчев. Създаден е по пиесата „Прокурорът“ на Георги Джагаров. Музиката във филма е композирана от Райчо Любенов. Художник на постановката е Петко Бончев.

## Сюжет
1952 г. Издадена е заповед за арестуването на комуниста Павел Павлов, който се е изказал честно на партиен пленум. Следователят Николов отива при прокурора Миладин Войнов, за да получи подписа му и узакони ареста. Войнов е подписвал много такива заповеди, но в случая става въпрос за близък човек. Двамата с Павел са приятели от детинство, бойни другари от партизанския отряд. Миладин се колебае...

## Актьорски състав
Роли във филма изпълняват актьорите:
- Георги Георгиев – Гец (като Георги Георгиев) – Прокурорът Миладин Войнов
- Йордан Матев – Следователят Николов
- Олга Кирчева – Мария, майката на Павел
- Стефан Пейчев – бащата на Миладин Войнов
- Васил Попилиев – Павел Несторов Павлов
- Доротея Тончева – Росица, сестрата на Миладин
- Цветана Островска – Лиляна
- Венелин Пехливанов – Братът на Миладин Войнов

## Награди
- Специална награда на СБФД на Любомир Шарланджиев (посмъртно) и на Борислав Пунчев, (1988).